# スノー・ロワイヤル
『スノー・ロワイヤル』（原題：Cold Pursuit）は、2019年のアメリカ合衆国のアクション映画。監督はハンス・ペテル・モランド、主演はリーアム・ニーソンが務めた。2014年に公開されたノルウェー映画『ファイティング・ダディ 怒りの除雪車』をリメイクした作品で、オリジナル版と同じハンス・ペテル・モランドが監督を務めている。

## ストーリー
コロラド州キーホーで除雪業を営み、模範市民として表彰された経験もあるネルソン・コックスマン（ネルズ）は、空港の荷物係として働く一人息子のカイルを麻薬の過剰摂取で失う。ネルズは刑事に「息子は麻薬などやらない」と固く主張するが相手にされず、妻もネルズを責め家から去ってしまう。
希望を失い自殺を試みるネルズの前にカイルの同僚が現れ、カイルが空港で行われていた麻薬取り引きに巻き込まれて殺されたことを涙ながらに告白し謝罪する。カイルの同僚からカイルを直接殺害した犯人の情報を聞き出したネルズは、これを襲撃。実行犯にカイル殺害を命令した犯人の名を聞き出した上で殺し、死体は人里離れた渓谷に沈めた。ネルズは同様に、聞き出した犯人から更にその背後で命令を下した犯人の名前を聞き出してはこれを殺害し、カイルを殺害した麻薬組織の元締めへと芋づる式に迫っていく。
一方、空港での麻薬取り引きを仕切っているギャングのボスはバイキングという通り名で、表向きは地方の名士として知られていた。彼は親の跡を継いだ二代目のボスであり非常に神経質で、小学生の息子ライアンを優秀に育てるために極端な教育を施し、息子から嫌われていた。自分の手下が3人も姿を消したことを不審に思ったバイキングは、先代ボスの時代に協定を結んだ先住民の麻薬取引グループによる縄張り荒らしと思い込み、部下に報復を命じる。しかしギャングが見せしめに殺害した若者は先住民の酋長ホワイトブルの息子であり、両グループ間で全面的な抗争が始まってしまう。
情報を聞き出す前にギャングを殺害してしまい、次の標的への手掛かりを失っていたネルズは、かつてギャングと仕事関係にあった兄のブロックに全てを打ち明け情報を求める。ブロックはカイルの仇がバイキングであることを教え、バイキングを殺すならプロを雇うしかないと殺し屋のザ・エスキモーを紹介する。しかしエスキモーはネルズを裏切り、バイキングに接触して殺害計画の情報を金で売ってしまう。エスキモーが暴露した「コックスマン」という姓を聞いて、バイキングはブロックが依頼主と勘違いし尋問に向かうが、ガンに蝕まれていたブロックは自らネルズの身代わりとなって全ての罪を被り殺害される。ブロックの自白により先住民への疑いが晴れたバイキングは部下のデクスターに先住民殺しの罪を被せて殺し、その首を手土産にホワイトブルへ和平交渉を申し出る。しかしホワイトブルの怒りは収まらず、息子を奪われた報復として部下にライアンの誘拐を命じる。
ブロックの死によりバイキングの暗殺が失敗した事を悟ったネルズはライアンの誘拐を計画し、ホワイトブルの部下よりも先にライアンを確保する事に成功する。ライアンは誘拐されたにも関わらずネルズに懷き、除雪車の操縦を習ったりして心温まる一時を過ごす。
ネルズはライアンを人質に取ってバイキングを呼び出そうとするが、既に誘拐犯の身元を調べ上げていたバイキングと手下たちに急襲され窮地に陥る。しかしバイキングの側近マスタングは秘密の同性愛関係にあったデクスターを殺されたことでバイキングを恨んでおり、先住民にバイキングの居場所を密告していた。その場に駆け付けた先住民とギャングの間で激しい銃撃戦が展開され、ギャングメンバーはネルズ追跡に参加しなかったマスタングを除く全員が死亡する結末となる。父親を嫌っているライアンは除雪車を運転して惨劇の場を去り、ネルズは息子の敵討ちが果たされ安堵するホワイトブルを脇に乗せて町の除雪作業に戻っていった。

## キャスト
※括弧内は日本語吹替
- ネルソン・コックスマン（ネルズ）: リーアム・ニーソン（谷昌樹）
- バイキング: トム・ベイトマン（武蔵真之介）
- ホワイトブル: トム・ジャクソン（英語版）（蓮岳大）
- キム・ダッシュ: エミー・ロッサム（渡辺優里奈）
- グレース・コックスマン: ローラ・ダーン（長谷川暖）
- マスタング: ドメニク・ランバルドッツィ
- アヤ: ジュリア・ジョーンズ（英語版）
- ギップ: ジョン・ドーマン
- オスガルド刑事: アレクス・ポーノヴィッチ（英語版）
- ブロック・コックスマン（ウィングマン）: ウィリアム・フォーサイス（宮崎敦吉）
- ソープ: ラオール・トゥルヒージョ（英語版）
- デクスター: ベンジャミン・ホリングスワース
- シヴ: クリストファー・ローガン
- スモーク: ナサニエル・アルカン（英語版）
- ウィンデックス: ベン・コットン（英語版）

## 製作
2017年1月31日、ハンス・ペテル・モランド監督の新作映画『Hard Powder』にリーアム・ニーソンが出演するとの報道があった。3月14日、ドメニク・ランバルドッツィの出演が決まったと報じられた。15日、エミー・ロッサムがキャスト入りした。16日、ベンジャミン・ホリングスワースが起用されたと報じられた。24日、ローラ・ダーンが本作に出演するとの報道があった。28日、ジュリア・ジョーンズが本作の出演交渉に臨んでいると報じられた。29日、ジョン・ドーマンの出演が決まった。4月5日、アレクス・ポーノヴィッチがキャスト入りした。

### 撮影
2017年3月、本作の主要撮影がカナダのアルバータ州で始まった。

## 公開・マーケティング
2017年11月2日、サミット・エンターテインメントが本作の全米配給権を獲得したと報じられた。2018年10月25日、本作のオフィシャル・トレイラーが公開された。その際、本作のタイトルは『Hard Powder』から『Cold Pursuit』に変更された。
2019年2月4日、リーアム・ニーソンがインタビューで「昔、友人が黒人にレイプされたと聞いたとき、私は町に出て黒人を殺そうとしてしまった。これは恐ろしいことである。」という主旨の告白をしたところ、それがレイシズムだと糾弾され炎上した。その後、本人が釈明コメントを出したが、事態は一向に沈静化しなかった。その結果、本作のレッドカーペットが中止になったり、ニーソンの『The Late Show with Stephen Colbert』出演が取りやめになったりするなどした。

## 興行収入
本作は『ハート・オブ・マン』、『レゴ ムービー2』、『プロディッジー』と同じ週に封切られ、公開初週末に950万ドル前後を稼ぎ出すと予想されていたが、実際の数字はそれを若干上回るものとなった。2019年2月8日、本作は全米2630館で公開され、公開初週末に1103万ドルを稼ぎ出し、週末興行収入ランキング初登場3位となった。

## 評価
本作は批評家から好意的に評価されている。映画批評集積サイトのRotten Tomatoesには154件のレビューがあり、批評家支持率は70%、平均点は10点満点で6.22点となっている。サイト側による批評家の見解の要約は「『スノー・ロワイヤル』は観客がリーアム・ニーソン主演の映画に期待するアクションを届けている。同作にはユーモアや洗練されたストーリーラインもあり、そのお陰で滅多にない上質のリメイク作品となっている。」となっている。また、Metacriticには38件のレビューがあり、加重平均値は58/100となっている。なお、本作のCinemaScoreはB-となっている。